# Casa Johann Schuller
Casa Johann Schuller a fost construită în anul 1773, în stil Baroc, în satul Băgaciu, Județul Mureș și se găsește pe Str. Mare nr. 181. Este declarată monument istoric, și se regăsește pe LISTA MONUMENTELOR ISTORICE 2004 Județul Mureș  cu cod LMI MS-II-m-A-15602.
În anul 2004 a fost cumpărată de S.C.IMPEX ROM-ELEN SRL, proprietari Familia CRISTEA, cu scopul de a o transforma într-un mic muzeu și pensiune.